# Lysmata vittata
Lysmata vittata är en kräftdjursart som först beskrevs av William Stimpson 1860.  Lysmata vittata ingår i släktet Lysmata och familjen Hippolytidae. Inga underarter finns listade i Catalogue of Life.